# Flavin adenin dinucleotid
Flavin adenin dinucleotidul (FAD) este o coenzimă implicată în variate procese enzimatice din metabolism. Este adesea asociat cu proteine, formând flavoproteine, împreună cu flavin mononucleotidul (FMN). 

## Proprietăți
FAD poate să se afle în patru stări de oxidare diferite, acestea fiind: flavin-N(5)-oxidul, forma chinonică, forma semichinonică și forma hidrochinonică. Conversia între diferitele forme redox se face prin acceptarea și donarea de electroni. În forma oxidată, chinonică, FAD acceptă doi electroni și doi protoni, formând forma hidrochinonică, FADH2. Semichinona (FADH·) se poate forma fie prin reducerea FAD sau oxidarea 2, procese care au loc prin acceptarea și respectiv cedarea unui electron și a unui proton. Unele proteine generează și mențin cofactorul flavinic în forma de aminoxid, flavin-N(5)-oxid.

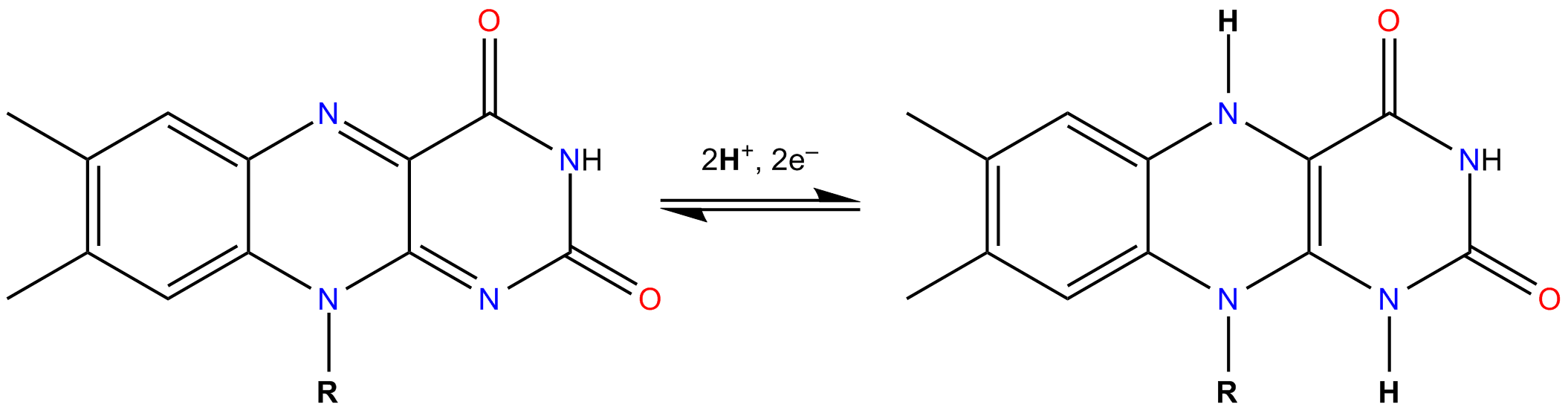
Reacția de echilibru dintre FAD și FAD_{2} (oxidare, reducere)

## Biosinteză
În ficat (preponderent), rinichi și alte tipuri de țesut (mai puțin mucoasa intestinului subțire) are loc formarea de FAD prin legarea AMP (provenit dintr-o moleculă de ATP) de FMN, sub influența FMN-pirofosfatazei și a ionilor de Mg.